# Adam Riess
Adam Guy Riess, född 16 december 1969 i Washington, D.C.,  är en amerikansk astrofysiker vid Johns Hopkins University och Space Telescope Science Institute som är mest känd för sitt arbete med att kartlägga universums expansion med hjälp av supernovor.  2011 tilldelades han Nobelpriset i fysik tillsammans med Saul Perlmutter och Brian Schmidt.
Riess ledde tillsammans med Brian Schmidt High-z Supernova Search Team, den ena av de två forskargrupper som samtidigt 1998 fann att universums expansion föreföll accelerera.  Denna upptäckt gav upphov till hypotesen om mörk energi.  Upptäckten utnämndes till "Breakthrough of the Year" av tidskriften Science 1998.